# Moryc Welt
Moryc Welt – postać fikcyjna, jeden z trzech głównych bohaterów Ziemi obiecanej Władysława Reymonta i jej ekranizacji. Żyd, absolwent studiów handlowych w Rydze. Wraz z przyjaciółmi – Polakiem Karolem Borowieckim i Niemcem Maksem Baumen - zostaje wspólnikiem mającej powstać fabryki włókienniczej.
W filmie z 1927 roku w reżyserii Aleksandra Hertza w postać wcielał się Władysław Grabowski, zaś w filmie z 1974 oraz w serialu telewizyjnym wyreżyserowanym przez Andrzeja Wajdę – Wojciech Pszoniak.